# ماركو فان دن بيرغ
ماركو فان دن بيرغ (بالهولندية: Marco van den Berg) مواليد 14 يونيو 1965 في فينندال، هو مدرب كرة سلة هولندي ولاعب سابق. بدأ مسيرته الاحترافية في سنة 1984. يدرب تي بي بي ترير في الدوري الألماني لكرة السلة الدرجة الثانية. اعتزل اللعب في 1988.